# アレクセイ・ウラノフ
アレクセイ・ニコラエヴィチ・ウラノフ（ロシア語: Алексе́й Никола́евич Ула́нов、1947年11月4日 - ）は、旧ソビエト連邦出身の男性フィギュアスケート選手。1972年札幌オリンピックペア金メダリスト。1969年、1970年、1971年、1972年世界フィギュアスケート選手権ペアチャンピオン。パートナーはイリーナ・ロドニナとリュドミラ・スミルノワ。

## 経歴
- 1968-1969年シーズンよりイリーナ・ロドニナとペアを組む。
- 1969-1972年世界フィギュアスケート選手権優勝。
- 1972年札幌オリンピックで金メダルを獲得。
- 札幌オリンピック後、同じソビエト連邦代表でライバルチームでもあったリュドミラ・スミルノワと恋に落ち、イリーナ・ロドニナとのペアを解消。翌シーズンよりリュドミラ・スミルノワと組む。
- 1973-1974年シーズン後、引退。

## 主な戦績
- 1971-72年シーズンまではイリーナ・ロドニナとのペア
- 1972-73年シーズン以降はリュドミラ・スミルノワとのペア

| 大会/年        | 1967-68 | 1968-69 | 1969-70 | 1970-71 | 1971-72 | 1972-73 | 1973-74 |
| -------------- | ------- | ------- | ------- | ------- | ------- | ------- | ------- |
| オリンピック   |         |         |         |         | 1       |         |         |
| 世界選手権     |         | 1       | 1       | 1       | 1       | 2       | 2       |
| 欧州選手権     |         | 1       | 1       | 1       | 1       | 2       | 3       |
| ソビエト選手権 | 3       | 3       | 1       | 1       |         | 3       |         |
| モスクワ国際   | 1       | 2       | 1       |         |         |         | 1       |